# LZ 2

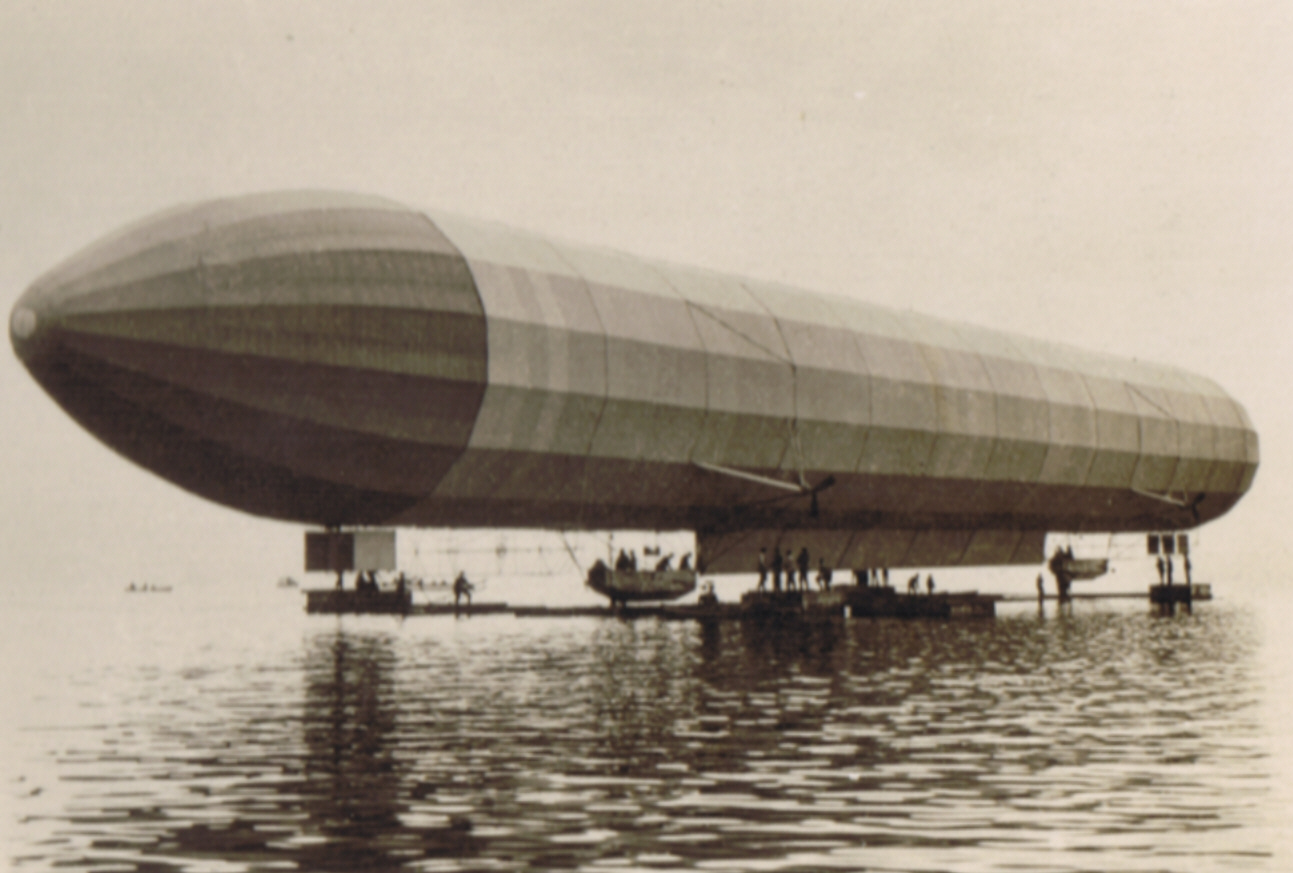
LZ 2, 1905

Der Zeppelin LZ 2  war eine verbesserte Version des ersten Luftschiffes LZ 1 des Grafen Zeppelin.

## Geschichte
Nach dem finanziellen Misserfolg mit seinem ersten Luftschiff LZ 1 im Jahre 1900 suchte Graf Zeppelin nach neuen Geldquellen für sein Luftschiffprojekt. Erst mit der Genehmigung einer Lotterie für den Luftschiffbau durch den König von Württemberg konnten 125.000 Mark aufgebracht werden. 50.000 Mark steuerte Reichskanzler Bernhard von Bülow aus einem Sonderfonds der Regierung bei und 100.000 Mark gab Zeppelin aus seinen Privatvermögen für den Bau von LZ 2.
Mit dem Ingenieur Ludwig Dürr, seinem einzigen Mitarbeiter, der noch vom Bau des LZ 1 verblieben war, wurde LZ 2 konstruiert. An der Stelle am Bodensee, an der die Halle für LZ 1 gestanden hatte, wurde eine neue Luftschiffhalle errichtet.
LZ 2 war genauso groß wie der Vorgängerbau LZ 1, jedoch deutlich verbessert. Durch Verzögerungen wurde der neue Zeppelin erst im November 1905 fertig, mit Beginn der Winterstürme. Als LZ 2 zu seinem ersten Start aus der Halle gezogen wurde, traf ein Windstoß das Luftschiff und drückte es gegen die Hallenwand. Die Reparaturen beanspruchten fast zwei Monate.
Am 17. Januar 1906 wurde LZ 2 erneut aus der Halle gefahren. Die Motoren wurden angelassen und das Schiff hob ab. Durch einen sehr starken Auftrieb konnte das Luftschiff erst in 450 m Höhe ins Gleichgewicht gebracht werden, als die Seitensteuerung klemmte und das Schiff in eine Schräglage von 20 % kam. Dadurch wurden die Motoren nicht mehr ausreichend mit Treibstoff versorgt und setzten aus. Steuerlos wie ein Ballon trieb LZ 2 dem Allgäu entgegen. Graf Zeppelin entschied durch Ablassen von Gas aus den Auftriebszellen das Schiff zur Landung zu bringen. Der Anker wurde ausgeworfen und hakte sich in einem gefrorenen Acker fest. Die beiden Gondeln schlugen einige Male am Boden auf, als die Ankerkette riss und LZ 2 nahe am Boden weitergetrieben wurde. Schließlich streifte das Luftschiff zwei Birken, die den Schiffskörper leicht beschädigten, bevor sich das Schiff bei Fischreute/Sommersried Kißlegg sanft auf den Boden setzte.
Bauern halfen der Besatzung, schwere Steine herbeizuschleppen und das Schiff am Bug und Heck zu verankern. Es war die erste Landung eines Zeppelins an Land. Eigentlich wollte man auf der glatten Wasserfläche des Bodensees niedergehen, um eine Landung an Land mit den damit verbundenen Risiken zu vermeiden.

## Ende von LZ 2
Ein schweres Gewitter in der Nacht zerstörte das Luftschiff, ehe etwas unternommen werden konnte. Wäre das Luftschiff nur am Bug verankert worden, hätte es sich in den Wind drehen können und wäre vermutlich zu retten gewesen.
Mit Sägen und Äxten wurden das Luftschiff zerlegt und die Teile auf Pferdefuhrwerken nach Kißlegg gefahren, wo das Metall eingeschmolzen und zum Herstellerwerk zurückgeschickt wurde.

## Technische Daten
- Traggasvolumen: 11.300 m³ Wasserstoff
- Länge: 128 m
- Durchmesser: 11,25 m
- Nutzlast: 2,8 t
- Antrieb: 2 vierzylindrige Daimler-Motoren von je 85 PS (63 kW)
- Geschwindigkeit: 11,0 m/s